# Сэойнагэ
Сэойнагэ́ (яп. 背負い投げ или 背負投 сэоинагэ, дословно — «бросок со взваливанием противника на спину») — приём в дзюдо, входящий в раздел бросков, группу бросков из стойки, класс бросков, для проведения которых в основном используются руки.
Бросок за восьмым номером входит в первую группу (дай иккю) списка приёмов дзюдо син-го кю, разработанного Дзигоро Кано в 1920 году и в настоящее время входит в список 67 приёмов Кодокан-дзюдо.. Используется в варианте моротэ-сэойнагэ, то есть с захватом одежды противника обеими руками, наиболее традиционно с захватом разноимённого рукава и отворота; может также производиться с колен. В России может использоваться название «бросок через спину с захватом отворота», в англоязычных странах принято название shoulder throw или «бросок через плечо».
Один из наиболее распространённых бросков в дзюдо, так в 2014 году из 21 сильнейших дзюдоистов мира (мужчин, по три в каждой категории) 5 спортсменов назвали этот приём своим излюбленным приёмом. Так, именно этот бросок активно использовал Ёсиюки Мацуока, чемпион Летних олимпийских игр 1984 года.